# Powiat Hidaka
Powiat Hidaka (jap. 日高郡 Hidaka-gun) – powiat w Japonii, w prefekturze Wakayama. W 2024 roku liczył 46 418 mieszkańców.

## Miejscowości
- Hidaka
- Hidakagawa
- Inami
- Mihama
- Minabe
- Yura